# Welcome to O’Block
Welcome to O’Block — дебютный и последний выпущенный при жизни студийный альбом американского рэпера King Von. Он был выпущен 30 октября 2020 года на лейблах Only the Family Entertainment и Empire Distribution. Альбом содержит гостевые участия от Dreezy, Fivio Foreign, Lil Durk, Moneybagg Yo, Polo G и Prince Dre. Это самый высокий прижизненный альбом King Von в чартах.
Von объяснил разницу между его микстейпом Levon James и Welcome to O'Block: «Если вы делаете что-то и продолжаете делать это, вы добьётесь лучших результатов. Я много работал». В журнале Complex рассказали, что альбом: «отражает острую лирическую ясность о его восхождении и о том, как вновь обретённая слава может повлиять на его собственную жизнь и жизни его близких». В Revolt отметили, что альбом является: «рэпом о Чикаго и его уважаемом районе, этот альбом больше всего безусловно, рисует яркую картину своей кинематографической лирики, отображая его выдающиеся события на каждой записи».

## Синглы
«Why He Told» лид-сингл с альбома, был выпущен 24 июля 2020 года вместе с видеоклипом.
«All These Niggas» второй сингл с альбома, был выпущен 5 августа 2020 года вместе с музыкальным видео. На песне участвует Lil Durk.
«How It Go» третий сингл с альбома, был выпущен 28 августа 2020 года.
«I Am What I Am» четвёртый сингл с альбома, был выпущен 9 октября 2020 года. На нём есть гостевое участие от Fivio Foreign.
«Gleesh Place» пятый сингл с альбома, был выпущен 23 октября 2020 года.
«The Code» был выпущен 30 октября 2020 года вместе с альбомом и музыкальным видео. На нем есть гостевое участие от Polo G.

## Список композиций
| №                   | Название                                         | Автор(ы)                   | Продюсер(ы)                        | Длительность |
| ------------------- | ------------------------------------------------ | -------------------------- | ---------------------------------- | ------------ |
| 1.                  | «Armed & Dangerous»                              | Dayvon Bennett             | Chopsquad DJ                       | 2:02         |
| 2.                  | «GTA»                                            | Bennett Jackson            | Chopsquad DJ                       | 2:01         |
| 3.                  | «Demon»                                          | Bennett Jackson            | Chopsquad DJ                       | 2:13         |
| 4.                  | «Mine Too»                                       | Bennett                    | Pooh Beatz Turn Me Up Josh Hitmaka | 2:54         |
| 5.                  | «The Code» (при участии Polo G)                  | Bennett Taurus Bartlett    | LC JTK DJ Ayo                      | 3:22         |
| 6.                  | «Why He Told»                                    | Bennett                    | Chopsquad DJ                       | 3:08         |
| 7.                  | «Back Again» (при участии Lil Durk и Prince Dre) | Bennett Durk Banks Dre     | Tay Keith Dnny Phntm               | 2:31         |
| 8.                  | «Gleesh Place»                                   | Bennett                    | Wheezy Chopsquad DJ                | 1:34         |
| 9.                  | «All These Niggas» (при участии Lil Durk)        | Bennett Banks              | Chopsquad DJ                       | 2:24         |
| 10.                 | «Can't Relate»                                   | Bennett                    | Chopsquad DJ Will-A-Fool           | 2:40         |
| 11.                 | «Mad At You» (при участии Dreezy)                | Bennett Seandrea Sledge    | Chopsquad DJ                       | 3:14         |
| 12.                 | «Ain't See It Coming» (при участии Moneybagg Yo) | Bennett Demario White, Jr. | Chopsquad DJ                       | 2:43         |
| 13.                 | «I Am What I Am» (при участии Fivio Foreign)     | Bennett Maxie Ryles III    | Chopsquad DJ                       | 3:38         |
| 14.                 | «Ride»                                           | Bennett                    | Chopsquad DJ                       | 2:22         |
| 15.                 | «How It Go»                                      | Bennett                    | Chopsquad DJ                       | 3:52         |
| 16.                 | «Wayne's Story»                                  | Bennett                    | Chopsquad DJ                       | 2:18         |
| Общая длительность: | Общая длительность:                              | Общая длительность:        | Общая длительность:                | 36:59        |

## Чарты
| Чарт (2020)                            | Высшая позиция |
| -------------------------------------- | -------------- |
| Канада (Canadian Albums Chart)         | 12             |
| США (Billboard 200)                    | 5              |
| США (Billboard Top R&B/Hip-Hop Albums) | 3              |
| США (Billboard Independent Albums)     | 1              |

## Сертификации
| Регион                                                                      | Сертификация | Продажи |
| --------------------------------------------------------------------------- | ------------ | ------- |
| США (RIAA)                                                                  | Золотой      | 500 000 |
| Данные о продажах + прослушиваниях приведены только на основе сертификации. |              |         |